# Vena testicularis

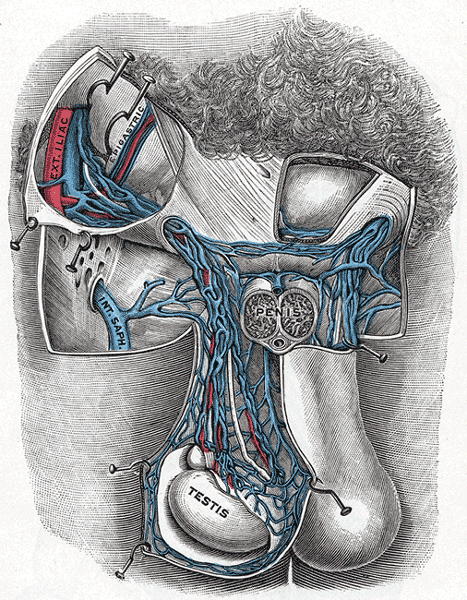
Darstellung der Vena tesicularis
(in blau)

Die Vena testicularis bildet den venösen Abfluss des Hodens. Am Samenstrang bildet sie ein Rankengeflecht (Plexus pampiniformis), das als Wärmeaustauscher für die Abkühlung des Blutes der Arteria testicularis sorgt.
Die rechte Vena testicularis (Vena testicularis dextra) mündet beim Menschen in die Vena cava inferior, die linke Vena testicularis (Vena testicularis sinistra) in die Vena renalis sinistra, was manchmal der Grund für die Entwicklung einer symptomatischen Varikozele bei einem Nierentumor der linken Niere sein kann, der in die Vena renalis sinistra einwächst (1 % der Fälle).